# 1997 QA2
1997 QA2 är en asteroid i huvudbältet, som upptäcktes den 25 augusti 1997 av den japanske amatörastronomen Atsushi Sugie i Dynic-observatoriet.
Asteroiden har en diameter på ungefär 3 kilometer och den tillhör asteroidgruppen Hoffmeister.